# 1.G.K
1.G.K（ワンジーケイ）は、‘DIGITAL GROOVE ROCK’ というカテゴリーを掲げ「命の在り方」を音楽を通じ思うがまま奏でる事をコンセプトにするオルタナティヴ・ロック・バンド。主に京都府を拠点に活動している。

## メンバー
- ME -  ボーカル
- KATSU - ボーカル
- HIROKI - ギター
- N.KOITABASHI - ベース
- RIKI - ドラムス

## 来歴
- 2015年
  - 1月、KATSU、HIROKIに加え元twenty4-7のME、古くからの友人であるN.KOITABASHI、RIKIが加わったメンバーで活動開始。
  - 6月28日、1st EP『Re:Birth』を会場限定で発売。iTunes Store等の各種配信ストアにて配信スタート。
  - 12月9日、Digital Single 『Breaking the thought』を配信。
- 2016年
  - 4月6日、Digital Single 『Gate Keeper』を配信。
  - 7月2日-7月3日、群馬県高崎市とTAGO STUDIOの共同企画で開催された『TAKASAKI MUSIC FESTIVAL 2016』にて布袋寅泰の前座アクトに出演。
  - 8月17日、Digital Single 『Gate Keeper』を配信。Music Videoにて、実験的アーティスト集団Alphactと共演。
  - 10月19日、Digital Single 『The Most Beautiful Hands』を配信。
  - 10月23日、1.G.K主催のイベント『"Belief" -序章-』を京都MUSEにて開催。世界的な画家天野弓彦がイベントキャラクターのイラスト「NOBUNAGA」にて参加。
- 2017年
  - 2月3日、初の全国流通盤となる1st Full Album『Circle』をPEARHYTHM RECORDSとBrush Musicの共同レーベルよりリリース。ジャケット等のアートワークを天野弓彦が担当。
  - 2月11日、京都MUSEにて1st Full Albumリリースイベント『"Belief" -京都編-』開催。
  - 2月25日、渋谷club asiaにて1st Full Albumリリースイベント『"Belief" -東京編-』開催。
- 2018年
  - 4月29日、KYOTO Belief実行委員会/一般社団法人changesと『Belief 世界遺産 東寺Fes』を主催。来場者数述べ2000人の成功を収める。
- 2019年
  - 4月27日 『第2回Belief東寺Fes』開催決定。
- 2020年
  - 4月25,26日(2days)京都市共催のもと、『Belief 平安神宮Fes』開催決定。

## ディスコグラフィー
| 発売日         | タイトル                 | 規格品番  | 備考                                                                    |
| -------------- | ------------------------ | --------- | ----------------------------------------------------------------------- |
| 2015年6月28日  | Re:Birth                 | PRRA-0001 | CD会場限定販売/500枚限定                                                |
| 2015年12月9日  | Breaking the thought     | PRRA-0002 | 配信限定販売                                                            |
| 2016年4月6日   | Gate Keeper              | PRRA-0003 | 配信限定販売                                                            |
| 2016年8月17日  | ZERO                     | PRRA-0004 | 配信限定販売                                                            |
| 2016年10月19日 | The Most Beautiful Hands | PRRA-0005 | 配信限定販売                                                            |
| 2017年2月3日   | Circle                   | PRBM-1001 | 全国流通盤/PEARHYTHM RECORDSとBrush Musicの共同レーベルよりリリース予定 |